# Юннатський (парк-пам'ятка садово-паркового мистецтва)
Юнна́тський — парк-пам'ятка садово-паркового мистецтва місцевого значення в Україні. Об'єкт природно-заповідного фонду Одеської області. 
Розташований у місті Одеса, вул. Тіниста, 2 (біля перетину з вул. Світлою), на території Обласного гуманітарного центру позашкільної освіти та виховання. 
Площа — 1,2 га. Статус надано згідно з розпорядженням облради від 02.06.1997 року № 18/Р-97. 